# Скриповатий
Скрипова́тий — заповідне урочище місцевого значення в Україні. Об'єкт розташований на території Надвірнянського району Івано-Франківської області, на південний схід від смт Ворохта. Знаходиться в межах Озернянського лісництва (квартал 11, виділ 21, квартал 14, виділ 19).
Площа 14 га. Статус отриманий у 1980 році. Перебуває у віданні ДП «Ворохтянський лісгосп» (Озернянське л-во, кв. 11, вид. 21, кв. 14, вид. 19).